# Кирпичный (Славянский район)
Кирпи́чный — посёлок в Славянском районе Краснодарского края.
Входит в состав Прикубанского сельского поселения.

## Этимология
Посёлок назван в честь образованного неподалёку кирпичного завода «Краснодарводстроя».

## Население
| 2002 | 2010 |
| ---- | ---- |
| 51   | ↘44  |

## Улицы
В посёлке имеется одна улица: Кирпичная.